# 盧比奇 (紐約州)
盧比奇（英語：Lew Beach）是位於美國紐約州沙利文縣及阿爾斯特縣的非建制地區。

## 歷史
盧比奇的郵局於1886年設立，其後於1996年停運。

## 地理
盧比奇所處的海拔為高於海平面491米（即1611英呎），而該地所採用的時區為UTC-5，即北美东部时区（EST）。同時該地設有夏令時間，為UTC-5調快一小時，即UTC-4（EDT）。